# Шкорботун Володимир Олексійович
Володимир Олексійович Шкорботун — український  медик , доктор медичних наук, професор, завідувач кафедри оториноларингології Національної медичної академії післядипломної освіти ім. П. Л. Шупика. Заслужений лікар України, лауреат Державної премії України в галузі науки і техніки (2014). Член правління наукового медичного товариства оториноларингологів України, член правління Української асоціації отіатрів, отонейрохірургів та отоневрологів.
В. О. Шкорботун автор (співавтор) 282 наукових праць, у тому числі 5 монографій і 2 навчальних посібників. Має 2 авторських свідоцтва на винахід та 7 патентів на корисну модель. Учень професора Олени Євдощенко.

## Біографічні відомості
Народився у 1953 р. в селі Красносілка Чуднівського р-ну Житомирської обл. В 1970 р. закінчив Красносільську середню школу з відзнакою і вступив до Вінницького медичного інституту ім. М. І. Пирогова. Після закінчення інституту, Володимир Шкорботун працював лікарем-отоларингологом Димерської ЦРЛ Київської обл. З 1983 по 1985 р. навчався в клінічній ординатурі на кафедрі оториноларингології Київського інституту удосконалення лікарів. З 1987 по 1989 р. В. О. Шкорботун — аспірант кафедри, з 1990 по 1995 р. — асистент, з 1996 по 2006 р. — доцент ЛОР-кафедри НМАПО ім. П. Л. Шупика, з 2006 по 2014 рр. — професор, а з 2014 р. по теперішній час — завідувач кафедри. З метою освоєння новітніх технологій діагностики і лікування ЛОР-хворих неодноразово стажувався в різних провідних клініках Європи (Німеччина, Франція, Італія, Австрія, Нідерланди тощо) та США.

## Освіта
Кандидатська і докторська дисертації Володимира Олексійовича присвячені лікуванню хворих на хронічний гнійний середній отит (ХГСО). В кандидатській дисертації «Модификация III типа меатотимпанопластики и ее экспериментально-клиническое обоснование» (1989) ним було запропоновано нову методику операції з відновлення слуху, а в докторській — «Слухополіпшуючі операції у ближньому періоді після санації екстра- та інтракраніальних ускладнень у хворих на хронічний гнійний середній отит» (2004), на основі власного багаторічного досвіду розроблено новий підхід в лікуванні пацієнтів з отогенними внутрішньочерепними ускладненнями, що дозволяє не лише зберегти життя хворому, а й покращити чи відновити слух у ближньому періоді після сануючого втручання.
Проф. В. О. Шкорботун — висококваліфікований лікар-хірург, досвідчений педагог, відомий науковець. Ним проведено понад 10 тис. різних хірургічних втручань на ЛОР-органах, значна частина з яких має найвищу ступінь складності. Йому підвладні всі напрямки планової та ургентної ЛОР-хірургії: від традиційних операцій, до складних мікрохірургічних слухополіпшуючих втручань при хронічному гнійному середньому отиті (тимпанопластика), отосклерозі (стапедопластика) та нейросенсорній глухоті (кохлеарна імплантація). Він досконало володіє ендоскопічною хірургією носа і приносових синусів. Ним вперше в Україні проведені ендоскопічні ринохірургічні втручання із застосуванням навігації (КЛ «Феофанія» — 2008 р.). Діапазон його хірургічних втручань включає сануючу хірургію при отогенних та риногенних внутрішньочерепних ускладненнях, слухополіпшуючу хірургію середнього та внутрішнього вуха, ендоскопічну ринохірургію, хірургію флегмон шиї, включаючи шийну медіастинотомію, пластичну хірургію ЛОР-органів.

## Перелік публікацій
1. Шкорботун В. А. Экспериментальное обоснование модифицированного III типа тимпанопластики // Журн. ушных, носовых и горловых болезней. — 1988. — № 2. — С. 6-11
2. Шкорботун В. А. Модификация III типа меатотимпанопластики и ее экспериментально-клиническое обоснование // Автореф. дис… канд. мед. наук. К.: 1989.- 26с.
3. Шкорботун В. О. Відстрочена тимпанопластика у хворих на хронічний гнійний середній отит, ускладнений парезом лицевого нерва // Журн. вушних, носових і горлових хвороб.- 2000. — № 3. — С. 35-41
4. Шкорботун В. О. Відстрочена тимпанопластика у хворих на хронічний гнійний середній отит, ускладнений обмеженим лабіринтитом // Журн. вушних, носових і горлових хвороб.- 2000. — № 4.- С. 36-44
5. Шкорботун В. О. Хірургічна реабілітація слуху у хворих на хронічний гнійний середній отит, що ускладнився синустромбозом та сепсисом // Журн. вушних, носових і горлових хвороб.- 2001. — № 5. -С. 66-70
6. Шкорботун В. О. Ощадливий підхід при санації середнього вуха у хворих на хронічний гнійний середній отит з наявністю внутрішньочерепних ускладнень // Журн. вушних, носових і горлових хвороб.- 2001. — № 3. — С. 65-70
7. Шкорботун В. О., Дейнека С. В., Шкорботун Я. В. Модель хронічного гнійного середнього отиту та його ускладнень в експерименті на пацюках // Зб. наукових праць співробітників КМАПО Київ: БУКОВИНАпрінт, 2003. — Вип.12. Кн. 2. — С. 368—375
8. Шкорботун В. О., Кизим О. Й., Пеньковська Н. П. Показники протеазно-антипротеазної системи та перекисного окислення ліпідів як маркери активності руйнівного процесу при ускладненнях хронічного гнійного середнього отита // Зб. наукових праць співробітників КМАПО ім. П. Л. Шупика Київ: 2004 — Вип. 13. Кн. 1. — С. 716—723
9. Шкорботун В. О. Слухополіпшуючі операції у ближньому періоді після санації екстра- та інтракраніальних ускладнень у хворих на хронічний гнійний середній отит // Автореф. Дис.. док. мед. наук. — К.: «Логос». — 2005. — 42 с.
10. Шкорботун В. О., Маркітан Т. В. Особливості хірургічної тактики лікування хворих з глибокими флегмонами шиї в залежності від їх генезу // Журн. вушних, носових і горлових хвороб. — 2006. — № 6. — С. 13 — 16
11. Шкорботун В. О., Маркітан. Т. В. Закономірності поширення гнійної інфекції при флегмонозних захворюваннях шиї тонзилогенного походження. // Зб. наукових праць співробітників НМАПО імені П. Л. Шупика. Випуск 17, книга 2. Київ — 2008. — С. 186—191
12. Шкорботун В. О., Маркітан Т. В., Лакиза С. О. До питання превентивної черезшийної медіастинотомії у хворих на тонзилогенні глибокі флегмони шиї // Матеріали ХІ з'їзду оториноларингологів України. м. Судак (17-18 травня 2010 рік). — 2010 — С. 223—224.
13. Шкорботун В. О., Шкорботун Я. В., Кунах Т. Г. Диференційований підхід до виконання ендоскопічно асистованого видалення кіст верхньощелепного синусу // Матеріали ХІ з'їзду оториноларингологів України. м. Судак (17-18 травня 2010 рік). — 2010 — С. 224—225.
14. Шкорботун В. О., Маркітан Т. В. Часова характеристика інформативності комп'ютерної томографії в діагностиці флегмонозних захворювань глотки та шиї // Журн. Вушних, носових і горлових хвороб. — 2011 — № 3-с. — С. 236—237
15. Шкорботун В. О., Кунах Т. Г. Навигационная ринохирургия // Курс лекцій "Функциональная эндоскопическая риносинусохирургия Под ред. Акад. НАМН України Д. И. Заболотного: навчально-метод-ичний посібник К.: МИЦ «Мединформ». — 2012. — 243 с. (С. 222—238).
16. Шкорботун В. О., Шкорботун Я. В. Кохлеарна імплантація з плануванням оптимального доступу до тимпанальних сходів завитки на основі 3D-реконструкції комп'ютерної томографії вискової кістки // Збірник наукових праць співробітни-ків НМАПО ім. П. Л. Шупика. Вип.22., Кн.1. — Київ. — 2013. — С. 70–80.
17. Шкорботун В. О., Лакиза С. О. Закрита методика дренування післяопераційної рани при глибоких флегмонах шиї // Журнал вушних носових і горлових хвороб № 3-c, 2015., C. 166—167.
18. Шкорботун В. О., Кунах Т. Г., Возняк О. М., Шкорботун Я. В. П'ятирічний досвід застосування навігаційних систем в ендоскопічній хірургії порожнини носа, приносових пазух та прилеглих ділянок // Журнал вушних носових і горлових хвороб. — 2015. — № 3-c. — C. 164—165
19. Шкорботун В. О., Кунах Т. Г., Шкорботун Я. В. Особливості ендоскопічних доступів до прелакримальної бухти верхньощелепної пазухи // Журнал вушних носових і горлових хвороб. — 2015. — № 5-c. — С.198-199
20. Shkorbotun V., Shkorbotun Y., Mironyuk B. Our experience in the implementation of CI in patients with cochlear ossification // Journsl of hearing science Vol1 N1 June 2011. — Р. 148.
21. Shkorbotun V., Shkorbotun Y., Kunakh T. Assessing the possibility of visualizing the maxillary sinus space as a criterion of choosing approach for endoscopic maxillotomy // Endo Milano 2014, 6th World Congress for Endoscopic Surgery of the Brain, Skull Base and Spine, Italy, Milan, 14 — 17 April 2014, E-poster. https://web.archive.org/web/20140125235246/http://www.endomilano.com/index.php (14.04.2014)
22. Shkorbotun V., Kunakh T., Shkorbotun Y., Borkovskiy D. Endoscopic minimally invasive accesses to the maxillary sinus in surgical treatment of odontogenic maxillary sinusitis: our experiense // Abstract book of EUFOS 2015 (3rd Congress of European ORL-HNS. http://www.europeanorl-hnsprague2015.com/scientific-programme/free-papers/%5Bнедоступне+посилання+з+серпня+2019%5D
23. Shkorbotun V., ShkorbotunY., Kunakh T., Liakh K. Dental implantation as a limiting factor to maxilla sinus access // 26th Congress of the European Rhinologic Society http://www.ers-isian2016.com/Documents%5Bнедоступне+посилання+з+серпня+2019%5D